# Rubicó

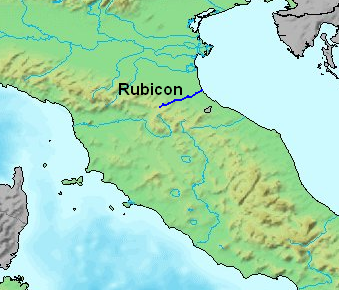
Localització del Rubicó

El Rubicó (Rubicon, Ῥουβικων) és el nom d'un riu del nord-est d'Itàlia. En temps de l'antiga Roma fluïa dels Apenins cap al mar Adriàtic, entre Ariminum i Caesena. La identificació del curs actual no està clara, normalment s'identifica amb el Pisciatello en els seus inicis i com el Fiumicino fins a la mar però la identificació ha estat objecte de polèmica; se sap que era entre Ravenna i Rimini i entre el Savio (al sud de Ravenna) i el Marecchia (al nord de Rimini), però en aquest terreny hi ha dos rierols, al sud el de Luso o Lusa i una mica més al nord el ja esmentat Fiumicino amb una branca anomenada Rugone. Per una butlla papal del 1756 es va considerar el Luso com el Rubicó, però certament no hi ha cap prova concloent i la majoria dels erudits pensen que en realitat es tracta del Fiumicino o del Pisciatello.

## Història
El riu destaca perquè la llei romana prohibia a qualsevol general travessar-lo amb un exèrcit preparat. Era considerat el límit entre la província romana de Gàl·lia Cisalpina (Gallia Cisalpina) i Úmbria i, per tant, el límit nord del que ara es coneix com a Itàlia, i d'aquesta forma la llei protegia la república d'una amenaça militar interna. En esclatar la guerra civil entre Juli Cèsar i Pompeu, la Gàl·lia Cisalpina va quedar sota govern de Juli Cèsar amb el Rubicó com a límit. Quan Cèsar va travessar el riu va esclatar de fet la guerra (49 aC). Aquesta travessa fou suposadament el 10 de gener del calendari romà, i va suposar trencar la llei i va fer inevitable el conflicte armat. A la vora del riu Cèsar va meditar si havia de passar el Rubicó i marxar cap a Rimini, tal com esmenten Suetoni, Plutarc i Lucà, i travessar el Rubicó esdevingué un manera proverbial de dir que es començava una etapa. Segons Suetoni, Juli Cèsar va pronunciar la famosa frase «el dau ha estat llançat» (alea jacta est). Suetoni també descriu la indecisió de Cèsar a mesura que s'acostava al riu, i l'autor atribueix el fet de la travessada a una aparició sobrenatural.
Ciceró l'esmenta després com a frontera de la Gàl·lia Cisalpina. Marc Antoni va rebre ordre del Senat de retirar les seves forces al sud del Rubicó com a prova que abandonava els seus plans sobre la Gàl·lia. Estrabó encara l'esmenta com a límit provincial entre Úmbria i Gàl·lia, però es creu que sota August el límit es va modificar i Ariminum i la regió fins al riu Crustumius fou inclosa a la Gàl·lia Cispadana. A la Taula de Peutinger encara és esmentat, però ja no és esmentat pel geògraf de Ravenna en el segle vii, tot i la proximitat de la ciutat on es va fer.